# ناحیه قلعه سیف‌الله
ناحیه قلعه سیف‌الله (به انگلیسی: Killa Saifullah District) یکی از ناحیه‌های پاکستان در پاکستان است که در ایالت بلوچستان واقع شده‌است. ناحیه قلعه سیف‌الله ۳۴۲٬۸۱۴ نفر جمعیت دارد.